# Youssef Zekraoui
Pour l’article homonyme, voir Mohamed Zekraoui.
Youssef Zekraoui, né le 13 mai 1994 à Arles, est un raseteur français, vainqueur de la Cocarde d'or. Il est gaucher. 

## Biographie
Il est né le 13 mai 1994.

### Formation
Il reçoit d'abord une formation mécanique au lycée Charles Privat d'Arles[réf. nécessaire].

### Parcours
En 2013, il est grièvement blessé. Le club taurin La Muleta de Vendargues organise alors une course de solidarité afin de l'aider à retrouver le « haut niveau de la compétition ».
En 2014, il court au trophée de l'Avenir.

### Vainqueur de laCocarde d'or(2015)
Le 6 juillet 2015, peu après la fête d'Aigues-Vives, il remporte la 83e Cocarde d'or devant Joachim Cadenas,,.

### Palmarès
Il a remporté le trophée Jean-François Brouillet à Baillargues.